# Efecte papallona
En la teoria del caos, l'efecte papallona és la dependència sensible de les condicions inicials en què un petit canvi en un estat d'un sistema no lineal determinista pot donar lloc a grans diferències en un estat posterior.
El terme està estretament relacionat amb el treball del matemàtic i meteoròleg Edward Lorenz. Va assenyalar que l'efecte papallona es deriva de l'exemple metafòric dels detalls d'un tornado (el moment exacte de formació, el camí exacte seguit) influenciats per pertorbacions menors, com ara una papallona llunyana batent les seves ales diverses setmanes abans. Lorenz va utilitzar originalment una gavina provocant una tempesta, però es va convèncer perquè fos més poètic amb l'ús de la papallona i el tornado el 1972.
Lorenz va descobrir l'efecte quan va observar les execucions del seu model meteorològic amb dades de condicions inicials que es van arrodonir d'una manera aparentment intrascendent. Va assenyalar que el model meteorològic no podia reproduir els resultats de les execucions amb les dades de condicions inicials no arrodonides. Un canvi molt petit en les condicions inicials havia creat un resultat significativament diferent.

Un gràfic de l'atractor estrany de Lorenz per a valors ρ=28, σ = 10, β = 8/3. L'efecte papallona o dependència sensible de les condicions inicials és la propietat d'un sistema dinàmic que, a partir de qualsevol de les diverses condicions inicials alternatives arbitràriament properes a l'atractor, els punts iterats es repartiran arbitràriament entre ells
- Demostració experimental de l'efecte papallona amb diferents enregistraments d'un mateix pèndol doble. En cada gravació, el pèndol comença amb gairebé la mateixa condició inicial. Amb el temps les diferències en la dinàmica creixen de gairebé imperceptibles a dràstiques

La idea que les causes petites poden tenir grans efectes en el temps va ser reconeguda anteriorment pel matemàtic i enginyer francès Henri Poincaré. El matemàtic i filòsof estatunidenc Norbert Wiener també va contribuir a aquesta teoria. El treball d'Edward Lorenz va situar el concepte d'«inestabilitat» de l'atmosfera terrestre en una base quantitativa i va vincular el concepte d'inestabilitat amb les propietats de grans classes de sistemes dinàmics que estan experimentant dinàmiques no lineals i caos determinista.
Des d'aleshores, el concepte d'efecte papallona s'ha utilitzat fora del context de la ciència meteorològica com un terme ampli per a qualsevol situació en què se suposa que un petit canvi és la causa de conseqüències més grans.

## Història
A Die Bestimmung des Menschen (El propòsit de l'home, 1800), Johann Gottlieb Fichte diu que «no podríeu treure un sol gra de sorra del seu lloc sense per això... canviar alguna cosa en totes les parts del tot incommensurable».
La teoria del caos i la dependència sensible de les condicions inicials van ser descrites en nombroses formes de literatura. Així ho demostra el cas del problema dels tres cossos d'Henri Poincaré el 1890. Més tard va proposar que aquests fenòmens podrien ser habituals, per exemple, en meteorologia.
L'any 1898, Jacques Hadamard va observar una divergència general de trajectòries en espais de curvatura negativa. Pierre Duhem va discutir el possible significat general d'això el 1908.
La idea que la mort d'una papallona podria tenir un efecte de gran abast en els esdeveniments històrics posteriors va fer la seva primera aparició coneguda a A Sound of Thunder, un conte de 1952 de Ray Bradbury. A Sound of Thunder va parlar de la probabilitat de viatjar en el temps.
Més precisament, però, gairebé la idea exacta i la frase exacta (d'una petita ala d'insecte que afecta els vents de l'atmosfera sencera) es va publicar en un llibre per a nens que va tenir un gran èxit i es va fer conegut mundialment el 1962, un any abans que Lorenz publiqués el seu descobriment:
| «                                                                                 | ...tot el que fem afecta a tot i a tots els altres, encara que sigui de la manera més petita. Per què, quan una mosca domèstica bateja les seves ales, una brisa fa la volta al món. | » |
| — The Princess of Pure Reason, del llibre The Phantom Tollbooth, de Norton Juster | |   |

L'any 1961, Lorenz estava executant un model numèric d'ordinador per refer una predicció del temps a partir de la meitat de la prova anterior com una drecera. Va introduir la condició inicial 0,506 de la impressió en lloc d'introduir el valor 0,506127 de precisió total. El resultat va ser un escenari meteorològic completament diferent.
Lorenz va escriure:
| «                                                                                 | En un moment donat vaig decidir repetir alguns dels càlculs per tal d'examinar què estava passant amb més detall. Vaig aturar l'ordinador, vaig escriure una línia de números que havia imprès una estona abans i el vaig tornar a posar en marxa. Vaig baixar pel passadís a prendre una tassa de cafè i vaig tornar al cap d'una hora, temps durant el qual l'ordinador havia simulat uns dos mesos de temps. Els números que s'imprimien no s'assemblaven en res als antics. Immediatament vaig sospitar d'un tub de buit feble o d'algun altre problema informàtic, que no era estrany, però abans de trucar al servei vaig decidir veure exactament on s'havia produït l'error, sabent que això podria accelerar el procés de manteniment. En lloc d'una ruptura sobtada, vaig trobar que els nous valors al principi repetien els antics, però poc després es diferencien en una i després en diverses unitats a l'últim decimal, i després van començar a diferir en l'últim lloc i després en el lloc abans d'això. De fet, les diferències es van duplicar de manera més o menys constant cada quatre dies més o menys, fins que tota semblança amb la producció original va desaparèixer en algun lloc del segon mes. Això va ser suficient per dir-me què havia passat: els números que havia escrit no eren els números originals exactes, sinó els valors arrodonits que havien aparegut a la impressió original. Els errors inicials d'arrodoniment van ser els culpables; es van anar ampliant constantment fins que van dominar la solució. | » |
| — E. N. Lorenz, The Essence of Chaos, U. Washington Press, Seattle (1993), p. 134 | |   |

El 1963, Lorenz va publicar un estudi teòric d'aquest efecte en un article molt citat i seminal anomenat Deterministic Nonperiodic Flow (els càlculs es van realitzar en un ordinador Royal McBee LGP-30). En un altre lloc va afirmar:
| « | Un meteoròleg va comentar que si la teoria fos correcta, un bateig d'ales d'una gavina seria suficient per alterar el curs del temps per sempre. La polèmica encara no s'ha resolt, però les evidències més recents semblen afavorir les gavines. | » |

Seguint els suggeriments dels col·legues, en discursos i ponències posteriors, Lorenz va utilitzar la «papallona» més poètica. Segons Lorenz, quan no va oferir un títol per a una xerrada que havia de presentar a la 139a reunió de l'Associació Americana per a l'Avenç de la Ciència (AAAS) l'any 1972, Philip Merilees va inventar: «El bateig de les ales d'una papallona al Brasil va provocar un tornado a Texas?» com a títol. Tot i que una papallona batejant les ales s'ha mantingut constant en l'expressió d'aquest concepte, la ubicació de la papallona, les conseqüències i la ubicació de les conseqüències han variat molt.

Una trajectòria a l'espai de fases de l'atractor de Lorenz

La frase es refereix a la idea que les ales d'una papallona poden crear petits canvis a l'atmosfera que poden alterar en última instància el camí d'un tornado o retardar, accelerar o fins i tot prevenir l'ocurrència d'un tornado en un altre lloc. La papallona no acciona ni crea directament el tornado, però el terme pretén implicar que el bateig de les ales de la papallona pot provocar el tornado; en el sentit que la solapa de les ales és part de les condicions inicials d'una complexa xarxa interconnectada; un conjunt de condicions condueix a un tornado, mentre que l'altre conjunt de condicions no. L'ala que bateja representa un petit canvi en la condició inicial del sistema, que es desemboca en alteracions a gran escala dels esdeveniments (semblant a l'efecte dòmino). Si la papallona no hagués batejat les ales, la trajectòria del sistema podria haver estat molt diferent, però també és igualment possible que el conjunt de condicions sense que la papallona batés les ales sigui el conjunt que condueixi a un tornado.
L'efecte papallona presenta un repte evident per a la predicció, ja que les condicions inicials d'un sistema com el temps mai no es poden conèixer amb una precisió completa. Aquest problema va motivar el desenvolupament de la predicció conjunta, en la qual es fan una sèrie de previsions a partir de condicions inicials pertorbades.
Alguns científics han argumentat des de llavors que el sistema meteorològic no és tan sensible a les condicions inicials com es creia anteriorment. David Orrell argumenta que el principal contribuent a l'error de la previsió meteorològica és l'error del model, amb la sensibilitat a les condicions inicials jugant un paper relativament petit. Stephen Wolfram també assenyala que les equacions de Lorenz estan molt simplificades i no contenen termes que representin efectes viscosos; creu que aquests termes tendirien a esmorteir petites pertorbacions.
Tot i que l'«efecte papallona» sovint s'explica com a sinònim de «dependència sensible de les condicions inicials» del tipus descrit per Lorenz en el seu article de 1963 (i observat anteriorment per Poincaré), la metàfora de la papallona es va aplicar originalment al treball que va publicar el 1969, que va portar la idea un pas més enllà. Lorenz va proposar un model matemàtic de com els petits moviments de l'atmosfera augmenten per afectar sistemes més grans. Va trobar que els sistemes d'aquest model només es podrien predir fins a un punt específic en el futur, i més enllà d'això, reduir l'error en les condicions inicials no augmentaria la predictibilitat (sempre que l'error no sigui zero). Això va demostrar que un sistema determinista podria ser «observacionalment indistingible» d'un de no determinista en termes de predictibilitat. Examens recents d'aquest article suggereixen que va oferir un repte important a la idea que el nostre Univers és determinista, comparable als reptes que ofereix la física quàntica.

## Il·lustració
| L'efecte papallona a l'atractor de Lorenz | L'efecte papallona a l'atractor de Lorenz | L'efecte papallona a l'atractor de Lorenz |
| --- | ----------------------------------------- | ----------------------------------------- |
| Temps: 0 ≤ t ≤ 30 | Temps: 0 ≤ t ≤ 30                         | Eix z                                     |
| |                                           |                                           |
| Aquestes figures mostren dos segments de l'evolució tridimensional de dues trajectòries (una en blau i l'altra en groc) durant el mateix període a l'atractor de Lorenz començant en dos punts inicials que només difereixen en 10−5 en l'eix X. Inicialment, les dues trajectòries semblen coincidents, tal com indica la petita diferència entre la coordenada z de les trajectòries blaves i grogues, però per a t > 23 la diferència és tan gran com el valor de la trajectòria. La posició final dels cons indica que les dues trajectòries ja no coincideixen a t = 30. |                                           |                                           |

## Teoria i definició matemàtica
La recurrència, el retorn aproximat d'un sistema cap a les seves condicions inicials, juntament amb la dependència sensible de les condicions inicials, són els dos ingredients principals del moviment caòtic. Tenen la conseqüència pràctica de fer que sistemes complexos, com el temps atmosfèric, siguin difícils de predir després d'un determinat interval de temps (aproximadament una setmana en el cas del temps atmosfèric) ja que és impossible mesurar les condicions atmosfèriques inicials amb total precisió.
Un sistema dinàmic mostra una dependència sensible de les condicions inicials si punts arbitràriament junts se separen al llarg del temps a una velocitat exponencial. La definició no és topològica, sinó essencialment mètrica.
Si M és l'espai d'estats del mapa {\displaystyle f^{t}}, llavors {\displaystyle f^{t}} mostra una dependència sensible a les condicions inicials si per a qualsevol x a M i qualsevol δ > 0, existeix y en M, a una distància d(. , .) de tal manera que {\displaystyle 0<d(x,y)<\delta } i de tal manera que
{\displaystyle d(f^{\tau }(x),f^{\tau }(y))>\mathrm {e} ^{a\tau }\,d(x,y)}
per a algun paràmetre positiu a. La definició no requereix que tots els punts d'un veïnatge se separin del punt base x, però requereix un exponent de Liapunov positiu.
El marc matemàtic més senzill que mostra una dependència sensible de les condicions inicials és proporcionat per una parametrització particular del mapa logístic:
{\displaystyle x_{n+1}=4x_{n}(1-x_{n}),\quad 0\leq x_{0}\leq 1,}
que, a diferència de la majoria de mapes caòtics, té una solució de forma tancada:
{\displaystyle x_{n}=\sin ^{2}(2^{n}\theta \pi )}
on el paràmetre de condició inicial {\displaystyle \theta } està donat per {\displaystyle \theta ={\tfrac {1}{\pi }}\sin ^{-1}(x_{0}^{1/2})}. Per al racional {\displaystyle \theta }, després d'un nombre finit d'iteracions {\displaystyle x_{n}} mapeja en una seqüència periòdica. Però gairebé tots {\displaystyle \theta } són irracionals, i, per a irracionals {\displaystyle \theta }, {\displaystyle x_{n}} no es repeteix mai (no és periòdic). Aquesta equació de solució demostra clarament les dues característiques clau del caos: estirament i plegament; el factor 2n mostra el creixement exponencial de l'estirament, que resulta en una dependència sensible de les condicions inicials (l'efecte papallona), mentre que la funció sinusoïdal al quadrat manté {\displaystyle x_{n}} plegats dins del rang [0, 1].

## En sistemes físics

### En el temps atmosfèric
L'efecte papallona és més familiar pel que fa al temps atmosfèric; es pot demostrar fàcilment en models de predicció meteorològica estàndard, per exemple. Els científics del clima James Annan i William Connolley expliquen que el caos és important en el desenvolupament de mètodes de predicció del temps; els models són sensibles a les condicions inicials. Afegeixen l'advertència: «Per descomptat, l'existència d'una papallona desconeguda batejant les seves ales no té cap relació directa amb les previsions meteorològiques, ja que trigarà massa temps perquè una pertorbació tan petita creixi a una mida significativa, i tenim moltes més immediates incerteses de les quals preocupar-se. Per tant, l'impacte directe d'aquest fenomen en la predicció del temps és sovint una mica incorrecte».
Els dos tipus d'efectes papallona, inclosa la dependència sensible de les condicions inicials, i la capacitat d'una petita pertorbació per crear una circulació organitzada a grans distàncies, no són exactament els mateixos. S'ha documentat una comparació dels dos tipus d'efectes papallona i el tercer tipus d'efecte papallona. En estudis recents, s'ha informat que tant els models lineals meteorològics com els no meteorològics han demostrat que la inestabilitat juga un paper en la producció d'un efecte papallona, que es caracteritza per un creixement exponencial breu però significatiu com a resultat d'una petita pertorbació.
Segons Lighthill (1986), la presència de SDIC (comunament conegut com l'efecte papallona) implica que els sistemes caòtics tenen un límit de predictibilitat finit. En una revisió de la literatura, es va trobar que la perspectiva de Lorenz sobre el límit de predictibilitat es pot condensar en la següent afirmació:
- (A). El model de Lorenz de 1963 va revelar qualitativament l'essència d'una predictibilitat finita dins d'un sistema caòtic com l'atmosfera. Tanmateix, no va determinar un límit precís per a la predictibilitat de l'atmosfera.
- (B). A la dècada del 1960, el límit de predictibilitat de dues setmanes es va estimar originalment basant-se en un temps de duplicació de cinc dies en models del món real. Des de llavors, aquesta troballa ha estat documentada a Charney et al. (1966)[28][29] i s'ha convertit en un consens.

Recentment, s'ha creat un breu vídeo per presentar la perspectiva de Lorenz sobre el límit de predictibilitat.
En revelar els atractors caòtics i no caòtics que coexisteixen dins dels models de Lorenz, Shen i els seus col·legues van proposar una visió revisada que «el temps atmosfèric posseeix caos i ordre», en contrast amb la visió convencional de «el temps atmosfèric és caòtic». Com a resultat, no sempre apareix la dependència sensible de les condicions inicials (SDIC). És a dir, SDIC apareix quan dues òrbites (és a dir, solucions) es converteixen en l'atractor caòtic; no apareix quan dues òrbites es mouen cap al mateix punt atractor.

El doble pèndol il·lustra un fenomen físic de sensibilitat a les condicions inicials

L'animació de la dreta per al moviment de doble pèndol proporciona una analogia. Per a grans angles de balanceig, el moviment del pèndol és sovint caòtic. En comparació, per a petits angles de gronxament, els moviments no són caòtics.
La multiestabilitat es defineix quan un sistema (per exemple, el sistema de pèndol doble) conté més d'un atractor limitat que depèn només de les condicions inicials. La multiestabilitat es pot il·lustrar mitjançant un caiac on l'aparició de forts corrents i una zona estancada suggereix inestabilitat i estabilitat local, respectivament. Com a resultat, quan dos caiacs es mouen per forts corrents, els seus camins mostren SDIC. D'altra banda, quan dos caiacs es mouen cap a una zona estancada, queden atrapats, sense mostrar cap SDIC típic (tot i que es pot produir un transitori caòtic). Aquestes característiques de «SDIC» o «cap SDIC» suggereixen dos tipus de solucions i il·lustren la naturalesa de la multiestabilitat.
Tenint en compte la multiestabilitat variable en el temps que s'associa amb la modulació de processos a gran escala (per exemple, forçament estacional) i la retroalimentació agregada de processos a petita escala (per exemple, convecció), la visió revisada anteriorment es perfecciona de la següent manera: «L'atmosfera posseeix caos i ordre; inclou, com a exemples, sistemes organitzats emergents (com els tornados) i forçaments que varien en el temps de les estacions recurrents».

### En la mecànica quàntica
El potencial de dependència sensible de les condicions inicials (l'efecte papallona) s'ha estudiat en diversos casos en física semiclàssica i quàntica, incloent àtoms en camps forts i el problema anisotròpic de Kepler. Alguns autors han argumentat que no s'espera una dependència (exponencial) extrema de les condicions inicials en els tractaments quàntics purs; tanmateix, la dependència sensible de les condicions inicials demostrada en el moviment clàssic s'inclou en els tractaments semiclàssics desenvolupats per Martin Gutzwiller i John B. Delos i col·laboradors. La teoria de matrius aleatòries i les simulacions amb ordinadors quàntics demostren que algunes versions de l'efecte papallona en mecànica quàntica no existeixen.
Altres autors suggereixen que l'efecte papallona es pot observar en sistemes quàntics. Zbyszek P. Karkuszewski et al. consideren l'evolució temporal dels sistemes quàntics que tenen hamiltonians lleugerament diferents. Investiguen el nivell de sensibilitat dels sistemes quàntics a petits canvis en els seus hamiltonians donats. David Poulin et al. va presentar un algorisme quàntic per mesurar la decadència de la fidelitat, que «mesura la velocitat a la qual divergeixen estats inicials idèntics quan se sotmeten a dinàmiques lleugerament diferents». Consideren que la decadència de la fidelitat és «l'anàleg quàntic més proper a l'efecte papallona (purament clàssic)». Mentre que l'efecte papallona clàssic considera l'efecte d'un petit canvi en la posició i/o velocitat d'un objecte en un sistema hamiltonià determinat, l'efecte papallona quàntica considera l'efecte d'un petit canvi en el sistema hamiltonià amb una posició i una velocitat inicials determinades. Aquest «efecte papallona quàntic» s'ha demostrat experimentalment. Els tractaments quàntics i semiclàssics de la sensibilitat del sistema a les condicions inicials es coneixen com a caos quàntic.

## En les arts
El terme s'ha popularitzat en articles de divulgació, novel·les i pel·lícules que, en la seva majoria, poc tenen a veure amb la teoria del caos. Eric Bress i Jonathan Mackye Gruber van portar al cinema una pel·lícula de nom L'efecte papallona, que tracta sobre les conseqüències de petits canvis en la vida d'un ésser humà.
Els viticultors Albet i Noya van desenvolupar un sèrie de vins escumosos batejats «efecte papallona».
En el conte rocambolesc A sound of Thunder («Un soroll de tró», 1951), Ray Bradbury (1920-2012) anticipa la idea d'un petit canvi en el passat que canvia tot el món futur.